# Ртањ
Ртањ је планина која се налази у источној Србији, око 200  југоисточно од Београда, надомак Бољевца. Припада Карпатским планинама, а највиши врх Шиљак (1565 ) представља природни феномен крашког рељефа. Специфичан распоред стена крашког рељефа није утицао само на биљни покривач, на воде и изворе Ртња, већ и на његов облик. Па ако погледамо на Ртањ са севера или југа, он нам се указује као дугачак гребен у облику трапеза, док је доле широк и масиван, горе се сужава у узани ивичасти зид.

## Географске карактеристике
Ртањ спада у карпатско-балканске планине, нагло се диже из равнице и завршава скоро правилном купом, па многи верују да је и Ртањ пирамида слична онима у суседној Босни. Ртањ је у подножју углавном састављен од пешчара и стена, а у вишим деловима од кречњака. Са јужне стране падови су благи и према подножју се простире висораван која се лагано спушта ка Соко Бањи. На северној страни Ртањ је изразито одсечен са оштрим гребеном при врху. На источном крају гребена, уздиже се главни врх Шиљак. Северна страна планине прекривена је шумама и пашњацима, обрасла аутохтоним биљним врстама и обилује изворима питке воде. У Овом делу се налази и ловиште које се простире на 6368 . Најчешћа ловна дивљач су срне и дивље свиње.

### Геоморфологија
Како је Ртањ планина разноврсног геолошког састава, на њој се јављају бројна одроњења и око њега влада геолошки хаос, јер су се у склопу карпатско-балканских планина ту срела четири система, четири различита геолошка периода и међусобно уплела своје стене. На северу је дубока потолина Црне реке, изразито еруптивна стена пуна андезита, која се меша у гребене самог Ртња. Преко ње се премичу кречњачке површи последњих огранака Јужних Карпата. У појасу од 700 до 950  надморске висине, концентрисан је узак појас доломита. У Поморављу је пуно венаца родопске масе, шкриљастих и филитских стена, најстаријих на нашем полуострву. А сам Ртањ и њему најближе планине, огранци су далеко млађег Балкана.
У овом планинском систему Србије, Ртањ је издвојени планински масив који има пространу основу, оријентисану странама света. Једна страница је окренута ка југу, док су друге две у положају северозапад и североисток. Из оваквог положаја у склопу карпатско-балканских планина произашао је и састав Ртња (који је у доњим партијама сав од пешчара и филитских стена, док су му виши делови од љутог кречњака, нагриженог временом и атмосферским талозима. Кречњачке стене на Ртњу су толико јак, да су добиле назив најизразитији карст целе Источне Србије. Овакав састав стена и нагиб слојева одредили су и карактер Ртња. 
- северна страна је стрма, у горњем карстном делу пуна литица и одсека
- јужна страна, према сокобањској котлини, је много блаже.
- источна страна је са гребеном, из кога се издиже главни оштар врх, права пирамида од кречњака и литица, која се руши у дубину, на север и исток.

Доминантни врхови планине Ртањ, као степенаста-планинска форму, су:
- Шиљак, као централна пирамида,
- Кусак, као обли купасти завршетак заобљеног гребена
- Врх Баба, као елипсоидна, Позиција ових врхова формира са још једном тачком једнакостранични троугао, у чијем центру је Шиљак, под којим се налази

тространа пирамида са истом оријентисаношћу странама света, као и његова троугласта основа. Ивице ове тростране пирамиде, са својим односом углова и страницама, ову планину сврстале у категорију седам светских чуда, као ремек дело природе.
Североисточно на око 30  од највишег врха Ртња (1.565 ), налази се плитка Јама на Шиљку, која се пружа правцем
запад—исток, у дужини од 7 . Дубин јаме је 9 . Одозго је затворена кластичним наслагама, дробином и мањим кречњачким блоковима. 
У периоду од 27. септембрa 2010. до 1. октобрa 2010. године извршено је рашчишћавање кластичних наслага на јами, на врху Шиљак, јер постоји вероватноћа да је ово један од најдубљих спелеолошких објеката у красу Србије. Из неприступачног и по безбедности спелеолога ризичног дела јаме, системом ручног чекрка, извађено је пет кубика стена, сипара и земље. Тренутна дубина јаме износи око 13 
.

### Водени токови
Ртањ је познат по том што своје посетиоце мучи жеђу. Сва вода отиче кроз кречњак, понире, а онда, у нижим деловима, избија у јаким врелима по ивици планине.
У подножју се налазе леденице из којих је могуће извадити лед који се формира услед непрекидне промаје која обара температуру у леденици.

### Клима
Клима на Ртњу је континентално - планинска, чије су карактеристике сува и топла лета, а оштре зиме са много падавина. Средња годишња вредност температуре ваздуха износи 10,2 °C. Годишња количина падавина износи око 900 .
| I | II | III | IV | V | VI | VII | VIII | IX | X | XI | XII | Годишња |
| - | -- | --- | -- | - | -- | --- | ---- | -- | - | -- | --- | ------- |

### Флора
У подножним партијама Ртња простиру се листопадне шуме, затим настаје голи карст са травним пољима у појединим вртачама и удубљења са нешто црногоричне шуме под главним врхом.
Шуме
Ртањ је специфичан по томе што је на 800—900  надморске висине прошаран храстовом шумом и шумом грабића, које иначе доминирају на овим просторима. 
- На јужним падинама Ртња степенасто је присутна планинска буква.
- На највишим деловима је појас субалпске жбунасте вегетације.
- У средишњем делу расте „Ртањски чај“ као ендемична врста.

Карактеристично за простор Ртња је да се на њој налазе заједнице смрче, која је на ову планину унета пошумљавањем
након сече букове и храстове шуме.

#### Ендемичне заједнице
Nepeta rtanjensis je ендемична биљна врста Ртња.

#### Реликтне заједнице
На овом простору постоји више врста реликтних заједница Источне Србије: 
- јоргован (Syringa Vulgaris),
- мечја леска (Corylus colurna),
- орах (Juglans regia),
- Панчићев маклен (Acer intermedium) и маклен (Acer monspessulanum),
- бела сребрна липа (Tilia tomentosa),
- цер медунац (Quercus pubescens),
- решељка (Prunus mahaleb),
- црни јасен (Fraxinus ornus),
- грабић (Carpinus orientalis),
- руј (Cotinus coggygria) и друге.

#### Лековито биље
Ртањ је чувен и по афродизијачкој трави од које се прави чувени ртањски чај. Све донедавно биле су организоване бербе ртањског чаја, али одскоро је на снази забрана брања зато што је забрињавајуће проређена.

## Специјални резерват природе
Ртањ је 2018. године проглашен Специјалним резерватом природе од стране државе због ендемичне и реликтне флоре и фауне као и специфичног облика и састава рељефа. Овај резерват се простире на површини од 4 997 17 01 . У оквиру овог природног добра разликују се три зоне које имају различите степене заштите. Ртањ се одликује богатством стена које потичу из различитих геолошких периода. Специфичним изгледом се издваја сам врх Ртња, Шиљак, који је представљен јединственим правилним пирамидалним врхом са красом и јамама.
Специфични облици рељефа условили су формирање специфичног, богатог и јединственог састава флоре и фауне. Од укупно 3662 врста у оквиру флоре Србије, 18% расте на Ртњу. Постоји вероватноћа да ће се повећати биодиверзитет Ртња у наредним годинама, за око 200 врста што је велики потенцијал овог станишта. Један од најзначајнијих центара биодиверзитета Источне Србије су пашњаци ан Ртњу. Али се на Ртњу налазе и крајње угрожене врсте Србије. 45% укупне фауне птица налази се на Ртњу. Фауна слепих мишева је врло разнолика, 2/3 фауне Србије, посебно врсте мали, велики и јужни потковичар које су глобално угрожени таксони.
Ихтиофауна је такође богата аутохтоним врстама: поточна пастрмка, поточна мрена, кркуша. У језеру у селу Врмџа забележено је присуство популације риба које нису конвергирале и дивергирале.
Ова планина се одликује и разноврсном фауном водоземаца и гмизаваца, као нпр. планински мрмољак. или кратконоги гуштер који је ендем Ртња.

## Историја
Историја Ртња се везује за причу о богатој јеврејској породици Минх која је поседовала параћинску фабрику штофова, а касније и ртањски рудник каменог угља. Јулиус Минх извршио је самоубиство под неразјашњеним околностима, а супруга Грета са Јулиусовом браћом преузела је руковођење рудником. За сећање на свог мужа, Грета је саградила црквицу-капелу на врху планине Ртањ. Цркву је градило 1.000 радника, а освећена је 1936. године.

## Туризам

### Планинарење и научни туризам
Ртањ је пре свега омиљено туристичко место за планинаре аматере. Од почетка априла па до краја октобра пењање до врха Шиљак организују не само планинарска удружења већ и обично грађанство. У зимским месецима због оштрих климатских услова врх посећују само озбиљнији планинари.
Поред планинарења Ртањ је познат по разним истраживањима која су вршена на њему да бу се утврдило да ли је настао природним или вештачким путем.
Ловни туризам
Простор површине 6.368  у општине Бољевац, око Ртња и део према Кучају, код Кривог Вира, намењен је ловном туризму. Ловиште је богато ситном дивљачи, као и крупном дивљачи: јелен лопатар, муфлон, срна, дивља свиња, зец, вук, лисица, јазавац, а има и доста пернате дивљачи.
Бањски туризам
Поред прелепих предела и одличног видиковца на врху, у близини се налази и Соко Бања, једна од најзначајнијих бањских центара у Србији. У подножју планине се налази и Мотел Ртањ.
Културно историјски споменици
| Назив               | Локација                                                        | Опсис споменика |
| ------------------- | --------------------------------------------------------------- | --------------- |
| Манастир Лапушња    | Брдо Вучја глава, надомак Ртња                                  |                 |
| Црква Св. Илије     | Бољевац                                                         |                 |
| Манастир Крепичевац | Северно од села Јабланице, на око 4 , у клисури Радованске реке |                 |
| Манастир Лозица     | Подножје ртањских обронака (3 од села Криви Вир)                |                 |
| Манастир Св. Луке   |                                                                 |                 |
| Капела на Ртњу      | Врх Шиљак                                                       |                 |

## Галерија
- Поглед на Ртањ са магистрале Зајечар-Параћин
- Уређен извор-чесма у подножју Ртња
- Ртањ гребен
- Снег на Ртњу
- На врху
- Поглед планинара
- На планини
- Ртањ
- Ртањ из даљине
- Ртањ и облаци
- Ртањ под маглом
- Брикетарница рудника Ртањ
- Брикетарница рудника Ртањ
- Подножје Ртња
- споменик Ртањ
- Подножје Ртња
- Подножје Ртња
- Подножје Ртња
- Подножје Ртња
- Подножје Ртња
- Подножје Ртња
- Подножје Ртња
- Подножје Ртња
- Подножје Ртња
- Подножје Ртња
- Подножје Ртња
- Подножје Ртња
- Подножје Ртња
- Подножје Ртња
- Подножје Ртња
- Подножје Ртња
- Подножје Ртња
- Подножје Ртња
- Подножје Ртња
- Врх Шиљак
- Врх Шиљак
- Врх Шиљак
- Врх Шиљак
- Врх Шиљак
- Врх Шиљак
- Врх Шиљак
- Врх Шиљак
- Врх Шиљак
- Врх Шиљак
- Врх Шиљак
- Врх Шиљак
- Врх Шиљак
- Врх Шиљак
- Врх Шиљак
- Подножје Ртња
- Ртањ
- Подножје Ртња

## Занимљивости
У подножју Ртња у насељу Ртањ налази се интересантна туристичка атракција Светилиште или Врело (Врело или извор енергије). Место је елипсастог облика и посећује га велики број туриста. Поред Светилишта постављена је мермерна пирамида . Место је открио инжењер Јован Давидовић.
Испитивања су показала да на Ртњу постоје сталне промене енергетских поља. Према тврдњама овог научника врх планине Шиљак „упија“ позитивну енергију док „Светилиште“ „зрачи“ позитивну енергију.
Постоји веровање да се у „Светилишту“ могу излечити многе болести и да су се својевремено овде лечили римски легионари.